# Antiferromagnetisme

Twee mogelijke spinoriëntaties van een antiferromagnetisch materiaal

Antiferromagnetisme is een vorm van magnetisme die optreedt in materialen die ongepaarde spins bevatten waartussen die wisselwerkingen die deze spins in tegengestelde richting willen plaatsen sterker zijn dan de wisselwerkingen die de spins evenwijdig trachten te zetten.
Evenals bij ferromagnetisme, waar de krachtenverhouding tussen de twee typen wisselwerking precies andersom ligt, leidt de antiparallelle wisselwerking tot ordening van de magnetische momenten van de atomen. In tegenstelling tot ferromagneten hebben antiferromagneten geen spontaan magnetisch veld rond zich. Dit komt doordat in een ferromagneet de magnetische momenten van alle atomen even groot zijn. Als één of meerdere atomen namelijk een afwijkend magnetisch moment heeft, krijgt het totaal een magnetisch veld en is er sprake van ferrimagnetisme. De magnetische ordening zorgt er in dit geval voor dat de susceptibiliteit van het materiaal juist kleiner wordt dan het geval zou zijn zonder wisselwerking. De magnetische susceptibiliteit van antiferromagnetische materialen ligt tussen de {\displaystyle 10^{-5}} en {\displaystyle 10^{-2}}.

## Eigenschappen van antiferromagneten
De sterke interactie tussen spins kan niet alleen verklaard worden door dipool interactie. Stel namelijk dat er twee spins met magnetisch moment {\displaystyle \mu _{\mathrm {B} }} Bohrmagneton zich op een afstand van 3 Å van elkaar bevinden, dan is de interactie energie van de orde grootte van {\displaystyle 2\cdot 10^{-6}\ \mathrm {eV} }. Dit correspondeert met een temperatuur van 0,03 K, en aangezien er ook ferro- en antiferromagneten zijn die bij temperaturen van 1000 K en hoger deze eigenschap hebben, moet er dus een andere wisselwerking aanwezig zijn. 
De wisselwerking die verantwoordelijk is voor de parallelle of antiparallelle ordening van de spins is de uitwisselings interactie (exchange interaction). Hier wordt uitgegaan van de Heisenberg Hamiltoniaan: 
{\displaystyle H=-\sum _{i}\sum _{j\neq i}J_{ij}S_{i}\cdot S_{j}}
waarin {\displaystyle J_{ij}} positief is bij een ferromagneet en negatief is bij een antiferromagneet. Er zijn verschillende soorten uitwisselings interacties die een rol kunnen spelen bij antiferromagneten, zoals de directe interactie en de super interactie, waardoor complexe systemen kunnen ontstaan.

Voorbeeld van een antiferromagnetisch rooster

Bij het berekenen of bepalen van eigenschappen van antiferromagneten wordt gebruik gemaakt van de gemiddelde veld (mean field) theorie. Hierbij wordt het effect van alle andere deeltjes op een bepaald deeltje vervangen door een goed gekozen extern veld. 
In een antiferromagneet zijn er twee verschillende roosters die elkaar afwisselen, één met spin up (A) en één met spin down (B). De mean field parameters {\displaystyle \lambda _{AA}}  en {\displaystyle \lambda _{BB}} zijn hierbij positief, maar {\displaystyle \lambda _{AB}=\lambda _{BA}} is negatief. Dit geeft {\displaystyle B_{A}=B_{0}+\lambda _{AA}\cdot M_{A}+\lambda _{AB}\cdot M_{B}} en {\displaystyle B_{B}=B_{0}+\lambda _{AB}\cdot M_{A}+\lambda _{BB}\cdot M_{B}}. Vanwege symmetrie geldt {\displaystyle \lambda _{AA}=\lambda _{BB}} en dan is er een {\displaystyle \alpha >0} zodat als maar {\displaystyle \lambda _{AB}=\lambda _{BA}=\lambda } , dan {\displaystyle \lambda _{AA}=\lambda _{BB}=\alpha \lambda }. 
Beide roosters hebben hun eigen magnetizatie, namelijk:
{\displaystyle M_{A}=N_{A}gj\mu _{\mathrm {B} }B_{j}\left({\frac {gj\mu _{B}}{k_{B}T}}[B_{0}+\alpha \lambda M_{A}-\lambda M_{B}]\right)}
{\displaystyle M_{B}=N_{A}gj\mu _{\mathrm {B} }Bj\left({\frac {gj\mu _{B}}{k_{B}T}}[B_{0}+\alpha \lambda M_{B}-\lambda M_{A}]\right)}
met {\displaystyle B_{j}} de Brillouin functie.

## Antiferromagnetisme in een magnetisch veld
Als er bij lage temperatuur een magnetisch veld in de richting van de spin-as wordt aangebracht, wordt er geen of nauwelijks een torque op de spins uitgeoefend waardoor de magnetische susceptibiliteit een stuk kleiner is dan bij paramagneten. Als de temperatuur echter verhoogd wordt verliezen de spins steeds meer hun ordering, waardoor ze steeds meer beïnvloed worden door het magnetisch veld. Door het grotere effect van het magnetisch veld stijgt dus ook de susceptibiliteit. Wanneer de Néeltemperatuur bereikt wordt is de ordering totaal verloren en gedraagt het materiaal zich als een paramagneet. Voor temperaturen hoger dan de Néeltemperatuur daalt de magnetische susceptibiliteit weer. Deze bereikt dus (voor de meeste materialen) een maximum bij de Néeltemperatuur.

## Néeltemperatuur
De magnetische orde wordt ook bij antiferromagneten bij een bepaalde temperatuur doorbroken. Bij antiferromagnetisme wordt deze temperatuur de Néeltemperatuur genoemd. Boven TN gedraagt een antiferromagneet zich paramagnetisch met dien verstande dat de inverse susceptibiliteit uitgezet tegen de absolute temperatuur weliswaar een rechte lijn geeft, maar deze lijn snijdt de temperatuuras (in extrapolatie) bij een negatieve temperatuur θ in plaats van bij T=0 (paramagneet) of een positieve T=TC (ferromagneet). 
Het snijpunt weerspiegelt dus de krachtenverhouding van de wisselwerkingen tussen de spins.

## Antiferromagnetische magnons
Magnons zijn de quanta van magnetisatie, ook wel gekwantiseerde spingolven. Ook hier kunnen we een dispersierelatie (frequentie {\displaystyle \omega } als functie van het golfgetal k vinden. We maken hier gebruik van de Heisenberg Hamiltoniaan, met J negatief. We gaan ervan uit dat de spins om de z-as draaien en dat {\displaystyle S_{x},S_{y}<<S_{z}=S}. Als we alleen directe buren interactie meenemen in onze Hameltoniaan vinden we voor de p-de coördinaat:
{\displaystyle H=-2JS_{p}\cdot (S_{p-1}+S_{p+1})}
Neem {\displaystyle \mu _{p}=-g\mu _{B}S_{p}} dan is H van de vorm {\displaystyle -\mu _{p}\cdot B_{p}} waarin het effectieve veld op de p-de spin {\displaystyle B_{p}={\frac {-2J}{g\mu _{B}}}(S_{p-1}+S_{p+1})}. We weten dat de tijdsafgeleide van het impulsmoment {\displaystyle L=\hbar S_{p}} gelijk is aan het koppel {\displaystyle \mu _{p}\times B_{p}}. Als de spin up op alle even roosters (2p) en de spin down op alle oneven roosters (2p+1) staan vinden we
{\displaystyle {\frac {dSx_{2p}}{dt}}={\frac {2JS}{\hbar }}(-2Sy_{2p}-Sy_{2p-1}-Sy_{2p+1})}
{\displaystyle {\frac {dSy_{2p}}{dt}}={\frac {2JS}{\hbar }}(-2Sx_{2p}-Sx_{2p-1}-Sx_{2p+1})}
{\displaystyle {\frac {dSx_{2p+1}}{dt}}={\frac {2JS}{\hbar }}(-2Sy_{2p+1}-Sy_{2p}-Sy_{2p+2})}
{\displaystyle {\frac {dSy_{2p+1}}{dt}}={\frac {2JS}{\hbar }}(-2Sx_{2p+1}-Sx_{2p}-Sx_{2p+2})}
Wanneer we oplossingen beschouwen van de vorm
{\displaystyle Sx_{2p}+iSy_{2p}=u\cdot \exp[i2pka-i\omega t]}
{\displaystyle Sx_{2p+1}+iSy_{2p+1}=v\cdot \exp[i(2p+1)ka-i\omega t]}
Vinden we {\displaystyle \omega =\omega _{ex}|\sin(ka)|}
Voor ka<<1 zien we dat {\displaystyle \omega \cong \omega _{ex}|ka|} dus dat {\displaystyle \omega } lineair is in k.

## Frustratie
Wanneer we een 1-dimensionale antiferromagneet bekijken, is er een duidelijke voorkeurstoestand. Dit is de toestand waarbij de spins alternerend omhoog en omlaag staan (zie bovenste reeks in afbeelding). Wanneer we echter in 2 of meer dimensies kijken, kan het voorkomen dat er geen duidelijke voorkeurstoestand is. Bekijk bijvoorbeeld een rooster met als eenheidscel een driehoek. Het atoom linksonder heeft dan bijvoorbeeld spin up, en daardoor heeft het atoom rechtsonder spin down. Het atoom boven is nu wat we noemen gefrustreerd, geen van beide mogelijkheden (spin up of spin down) is energetisch gunstiger dan de ander. Van de {\displaystyle 2^{3}} mogelijke toestanden zijn er in deze situatie dus 6 grondtoestanden en is er sprake van frustratie: een situatie waarin er meer dan één grondtoestand is.
In 3 dimensies vindt hetzelfde probleem plaats bij bijvoorbeeld een tetraëder. Daarnaast zijn er ook materialen waarbij verschillende wisselwerkingen een rol spelen, sommige ferromagnetisch en andere antiferromagnetisch. Hier zijn de wisselwerkingen afhankelijk van de afstand tussen spins en als resultaat treedt er helimagnetisme op.

## Voorbeelden van antiferromagneten
Een goed voorbeeld van een antiferromagnetisch materiaal is chroom. De Néeltemperatuur is 468 K. Legeringen van chroom met kleine hoeveelheden van het buurelement vanadium vertonen een snel afvallen van de Néeltemperatuur. Bij ca. 5% V in Cr verdwijnt de ordening geheel en wordt het metaal een (Pauli-)paramagneet.
Chroom is het enige pure materiaal dat een antiferromagneet is bij kamertemperatuur. Andere antiferromagneten zijn vaak samenstellingen van een overgangsmetalen met zuurstof, chloor of fluor. Voorbeelden zijn MnO, NiO, Cr2O3, MNF2, FeF2, FeCl2. Er zijn slechts enkele antiferromagnetische organische verbindingen.

## Toepassingen
Antiferromagnetisme speelt een grote rol in het GMR-effect  dat in 1988 ontdekt werd door Albert Fert en Peter Grünberg, die in 2007 hier de Nobelprijs voor hebben gekregen. Het bijzondere van het GMR effect is dat de elektrische weerstand sterk afhankelijk is van het magnetisch veld waaraan zij worden onderworpen. Bij het aantonen van dit effect werd gebruik gemaakt van synthetische antiferromagneten. Synthetische antiferromagneten worden gemaakt door een aantal hele dunne lagen ferromagnetisch materiaal met de spins in tegengestelde richting aan elkaar te vormen. Het totaal heeft dan geen magnetisch moment, en is dus een antiferromagneet.
Deze synthetische antiferromagneten kunnen ook worden gebruikt bij het zuiveren van water. Er worden deeltjes die de schadelijke stoffen kapotmaken of aan zich binden in het water gelaten, en om deze er later weer uit te halen wordt er een magnetisch veld aangelegd. Dit is mogelijk door de deeltjes een kern van synthetisch antiferromagnetisch materiaal te geven.
Er zijn onderzoeken naar het opslaan van informatie in antiferromagnetische materialen. Op dit moment gebeurt dat veel in ferromagnetische materialen. Het voordeel van antiferromagneten boven ferromagneten is dat ze veel moeilijker te beïnvloeden zijn door externe magnetische velden, en de informatie daardoor veel minder snel verloren gaat. In antiferromagneten geeft een spin up dan een 1 weer, en een spin down een 0 waardoor codes op een logische manier opgeslagen kunnen worden.